# Gotha Go 244
Gotha Go 244 — середній військово-транспортний літак люфтваффе часів Другої світової війни. Цей літак використовувався майже виключно на Східному Фронті. Мали прізвисько «Літаючі контейнери» (як і планери, на базі яких були створені). Go 244 був моторизованою версією Gotha Go 242.

## Опис
З самого початку на планер планувалося встановити тимчасовий двигун Argus AS 10 для повернення пустих планерів на базу, але коли Рейху знадобився новий транспортний літак, для того щоб замінити Ju-52/3m, було вирішено встановити такий двигун на ніс. Ця ідея не отримала підтримки у RLM, бо літак з цим двигуном мав швидкість близько 160–190 км/год, що було недостатньо для успішного використання. Було прийняте рішення встановити два двигуни Gnome-Rhone 14M. В кабіні було встановлено маслобак. Та двигуни були заслабкі для цього літака, і майже всі літаки були направлені у школи пілотів.